# Linia Masona-Dixona

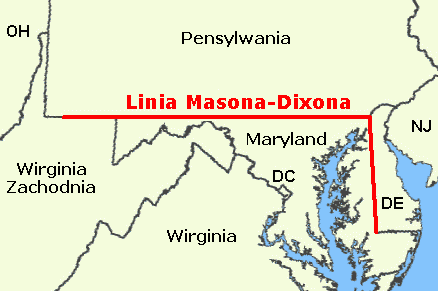
Linia Masona-Dixona

Linia Masona-Dixona (ang. Mason–Dixon Line) – linia demarkacyjna wyznaczona w koloniach brytyjskich w Ameryce (obecnie Stany Zjednoczone) w latach 1763–1767 przez Charlesa Masona i Jeremiaha Dixona w celu rozwiązania sporu o przebieg granicy pomiędzy czterema koloniami: Pensylwanią, Wirginią (obecnie Zachodnią), Delaware i Maryland. Odegrała ona ważną rolę w amerykańskiej historii, kulturze i prawie.
Linia Masona-Dixona jest historyczną granicą kulturową między Północą a Południem Stanów Zjednoczonych.

## Historia

### Spór terytorialny
Linię wytyczyli dwaj angielscy astronomowie Charles Mason i Jeremiah Dixon w latach 1763–1767, w związku ze sporem, jaki prowadziły ówczesne angielskie kolonie Pensylwania i Maryland. Konflikt dotyczył terytorium położonego pomiędzy dwoma równoleżnikami: 39° i 40°. W spór włączyły się także trzy hrabstwa położone nad Zatoką Delaware (które później połączono w stan o tej nazwie), będące, tak jak Pensylwania, własnością rodziny Pennów.

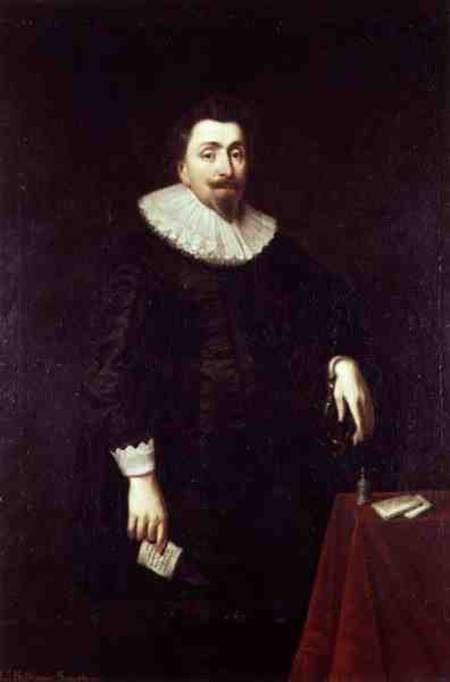
George Calvert, pierwszy baron Baltimore

Spór graniczny wynikał z błędów popełnionych podczas opisów słownych granic kolonii w ich kartach konstytutywnych. George Calvert, sekretarz stanu na dworze króla Jakuba I po publicznym zadeklarowaniu wyznania katolickiego musiał ustąpić ze stanowiska i postanowił opuścić Anglię. Po nieudanej próbie osiedlenia się na Nowej Fundlandii i odmowie prawa do osiedlenia się w kolonii Wirginia (motywowanej względami religijnymi), Calvert zdołał namówić nowego króla Karola I, aby nadał mu ziemię na północ od Wirginii. Zgodnie z Kartą z 1632 Calvertowie mieli otrzymać ziemię na północ od rzeki Potomak aż do równoleżnika 40°. George Calvert w tym samym roku zmarł w Anglii. Jego syn, Leonard Calvert 27 maja 1634 osiedlił się, wraz z około 300 ludźmi w nowej kolonii, która na cześć królowej Henrietty Marii otrzymała nazwę Maryland.
W tym samym czasie nad Zatoką Delaware osiedlili się koloniści ze Szwecji i w 1638 założyli tam Fort Christina (obecnie Wilmington). W 1651 został on zdobyty przez Holendrów z Nowej Holandii. Ich przywódca Peter Stuyvesant kupił następnie od Indian tereny między rzeką Christina a Bombay Hook i założył Fort Casimir (obecnie New Castle). Podczas wojny angielsko-holenderskiej (1652–1654) kontrolę nad tym terenem ponownie uzyskali Szwedzi, lecz w 1656 wróciła ona w ręce Holendrów. Calvertowie, nominalni właściciele tych obszarów wzywani byli przez metropolię do usunięcia Holendrów, ale nie podjęli w tym celu żadnych działań.
Po restauracji monarchii w Anglii brat nowego króla Karola II, książę Yorku Jakub, wyprawił się do Ameryki z misją wypędzenia stamtąd obcego osadnictwa. W 1664 zdobył Nowy Amsterdam, który na jego cześć przemianowano następnie na Nowy Jork, a potem także zamieszkane przez Szwedów i Holendrów osady nad Zatoką Delaware. W 1673 Holendrzy ponownie przejęli kontrolę nad częścią kolonii, ale ostatecznie zrzekli się ich na rzecz Anglii w traktacie westminsterskim z 1674. Zdobyte od nich terytoria stały się własnością księcia Yorku. Korona uznała, że wobec bierności Calvertów w walce przeciwko obcym osadnikom tereny nad Zatoką Delaware, mimo że położone poniżej równoleżnika 40°, im się nie należą.
Jednym z dowódców w wojskach Jakuba był sir William Penn. Na cele wojenne rodzina Pennów pożyczyła koronie sumę około 16 000 funtów. Syn Penna, również noszący imię William, jako kwakier poprosił Karola II o spłatę długu poprzez nadanie mu ziemi w Ameryce, na której on i jego współwyznawcy mogliby się osiedlić.

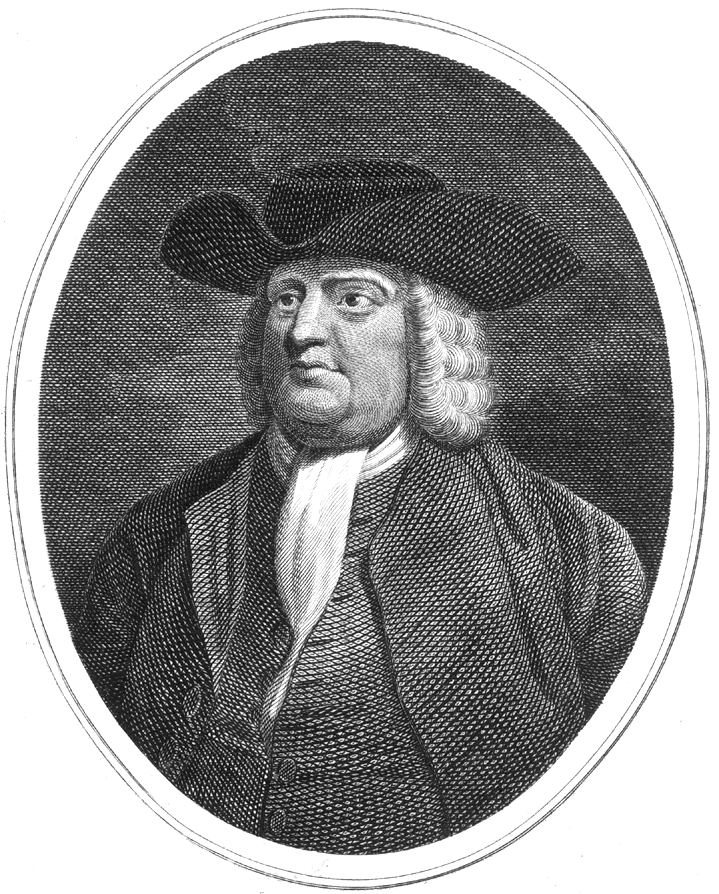
William Penn młodszy

Zgodnie z Kartą z 1681 Penn otrzymał ziemie pomiędzy rzeką Delaware a południkiem położonym pięć stopni długości geograficznej na zachód tej rzeki. Północną granicą ziemi Penna miał być równoleżnik 43°, zaś południową – równoleżnik 40°. Zastrzeżono jednak, że w skład nowej kolonii nie wejdą terytoria będące własnością księcia Yorku, położone wewnątrz „dwunastomilowego okręgu”, ze środkiem w New Castle. Nawet jeśli przyjąć, iż w akcie chodziło o okrąg wyznaczony przez dwunastomilowy promień, znajdował się on w całości znacznie poniżej równoleżnika 40°. Można jedynie przypuszczać, że akt z 1681, jak i być może Karta z 1632 oparte były na poważnym błędzie w obliczeniach szerokości geograficznej.
Gdyby przyjąć, że granicą powinien być równoleżnik 40°, stolica Pensylwanii, Filadelfia, leżałaby w granicach Marylandu. Miasto to bowiem założono, bez uwzględniania praw własności, w miejscu położonym w najwyższym punkcie rzeki Delaware, do którego mogły jeszcze dopłynąć okręty morskie. Rodzina Pennów zdawała sobie z tego sprawę i podjęła kroki na rzecz zalegalizowania swojego posiadania tych terenów. Pomogła im w tym niefrasobliwość Calvertów, którzy nie zadbali o zabezpieczenie granicy.
W 1682 Penn wydzierżawił posiadłości księcia Yorku między New Castle a Przylądkiem Hinlopen, znane odtąd jako Trzy Dolne Hrabstwa (obecny stan Delaware).

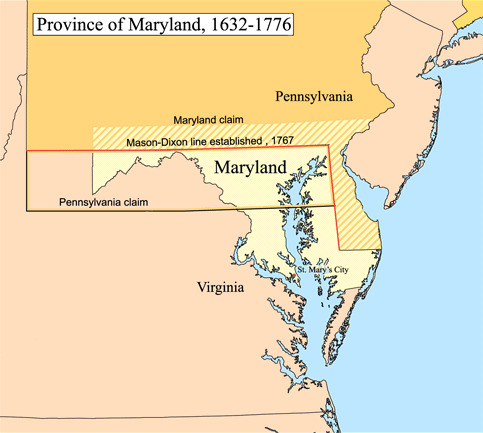
Spór terytorialny między Pensylwanią a Marylandem

W końcu tego roku Penn spotkał się z trzecim Baronem Baltimore w Annapolis, a następnie w kwietniu 1683 w New Castle. Rozmowy dotyczyły ustalenia przebiegu granicy pomiędzy włościami dwóch rodów. Penn proponował przeprowadzenie pomiarów, zaczynając od krańca półwyspu, znanego obecnie jako Delmarva (około 37°05′ szerokości geograficznej północnej). Przy wyznaczaniu położenia równoleżnika 40° miano się posłużyć założeniem, że jeden stopień szerokości geograficznej to w przybliżeniu 60 mil, podczas gdy w rzeczywistości równy on jest około 69 milom. Wyznaczony w ten sposób fałszywy równoleżnik 40° zapewniłby Pensylwanii dostęp do Zatoki Chesapeake. Calvert nalegał jednak na przeprowadzenie dokładnych pomiarów astronomicznych. Rozmowy zakończyły się więc fiaskiem, gdyż Penn wiedział, iż oznaczałoby to utratę Filadelfii.
Na wniosek Penna sprawa stanęła przed Komisją Handlu i Plantacji. W 1685 ustaliła ona, że teren półwyspu Delmarva położony na północ od Przylądka Hinlopen powinien został podzielony po połowie pomiędzy Calvertów i księcia Yorku (de facto Penna, jako dzierżawcę). Komisja nie rozstrzygnęła sporu o granicę między Marylandem a Pensylwanią.
Sytuację skomplikowała śmierć Karola II w 1685. Nowym królem został jego brat, dotychczasowy książę Yorku Jakub. Jego katolickie wyznanie doprowadziło do „Chwalebnej rewolucji” w 1688, po której tron angielski zdobyli dla siebie Wilhelm III Orański i córka Jakuba II, Maria. Angielscy katolicy, jak również nieanglikańscy protestanci, kolejny raz padli ofiarą represji politycznych. Calvertowie utracili Maryland, który ogłoszono własnością korony. Na krótko (1691–1694) zawieszono także prawa własności Pennów.
William Penn po dłuższym pobycie w Anglii powrócił do Ameryki w 1699 i pozostał tam do 1701. W tym czasie ustanowił on oddzielne ciała ustawodawcze dla Pensylwanii i Trzech Dolnych Hrabstw. W tym czasie zlecił on także wytyczenie dwunastomilowego łuku wokół New Castle. Zadanie to wykonali lokalni geodeci Thomas Pierson i Isaac Taylor, korzystając jedynie z kompasu. Granicę oznaczyli poprzez wycięcie symboli w korze drzew. Wyniki ich pracy okazały się więc bardzo nietrwałe.

### Rozstrzygnięcie

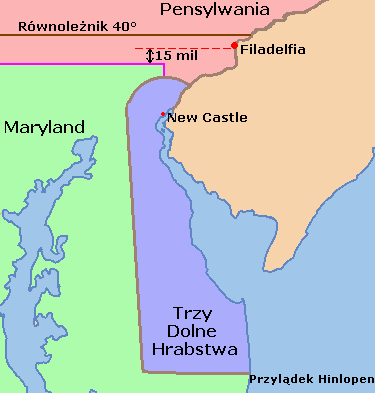
Dosłowna treść traktatu z 1732 przeniesiona na mapę

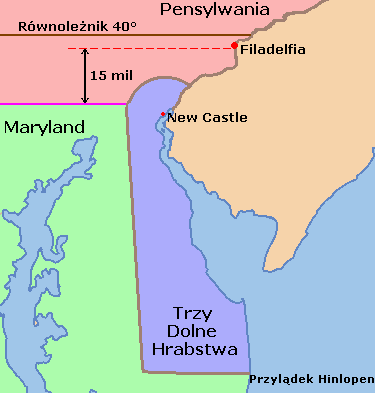
Rzeczywisty przebieg granic ustanowionych traktatem z 1732

W 1713 Charles Calvert, piąty baron Baltimore wyrzekł się katolicyzmu, dzięki czemu odzyskał Maryland. W 1731 wysłał on petycję do króla Jerzego II z prośbą o rozstrzygnięcie sporu granicznego. Jednocześnie prowadził on negocjacje z synami Williama Penna. Ci zaś w 1732 wymusili na nim ustąpienie z żądania linii granicznej na równoleżniku 40°. Granica przebiegać miała na zachód od przylądka Hinlopen do środka półwyspu Delmarva. Następnie wzdłuż linii stycznej do dwunastomilowego okręgu wokół New Castle, dalej zaś, wzdłuż owego okręgu do punktu położonego dokładnie 12 mil na północ od tego miasta. Stamtąd granica miała być poprowadzona na północ wzdłuż południka do linii wschód-zachód położonej 15 mil na południe od Filadelfii. Traktat okazał się wybitnie niekorzystny dla Calvertów. Dopiero po fakcie Charles Calvert dowiedział się, że linia graniczna, na którą się zgodził, przebiega aż 19 mil na południe od równoleżnika 40° i położona jest na południe od „punktu położonego 12 mil na północ od New Castle”. Opis słowny z traktatu wprowadził go w błąd. Dodatkowym punktem spornym było położenie przylądka Hinlopen, jako że nad Oceanem Atlantyckim znajdowały się dwa miejsca o tej nazwie (zobacz: Linia Transpółwyspowa).
Calvert nie zmierzał dotrzymać umowy. W połowie lat 30. XVIII wieku doszło do konfliktu zbrojnego pomiędzy koloniami, znanego jako wojna Cresapa, a także do licznych pomniejszych wypadów i potyczek.
W 1750 Sąd w Chancery powołał dwustronną komisję demarkacyjną, której zadaniem było wytyczenie granic zgodnie z traktatem z 1732. Na zlecenie komisji lokalni geodeci podjęli się próby wytyczenia Linii Transpółwyspowej od przylądka Hinlopen (przyjęto, że jest nim przylądek niedaleko Fenwick Island) do Zatoki Chesapeake i wyznaczenia jego środka. Praca ta, mimo nieustannych sporów i trudności terenowych została ukończona w 1751.
Wobec braku porozumienia w sprawie reszty granicy, spór odgórnie rozstrzygnęła Korona. W 1760 następca i syn Charlesa Calverta, Frederick został zmuszony do zaakceptowania układu z 1732.

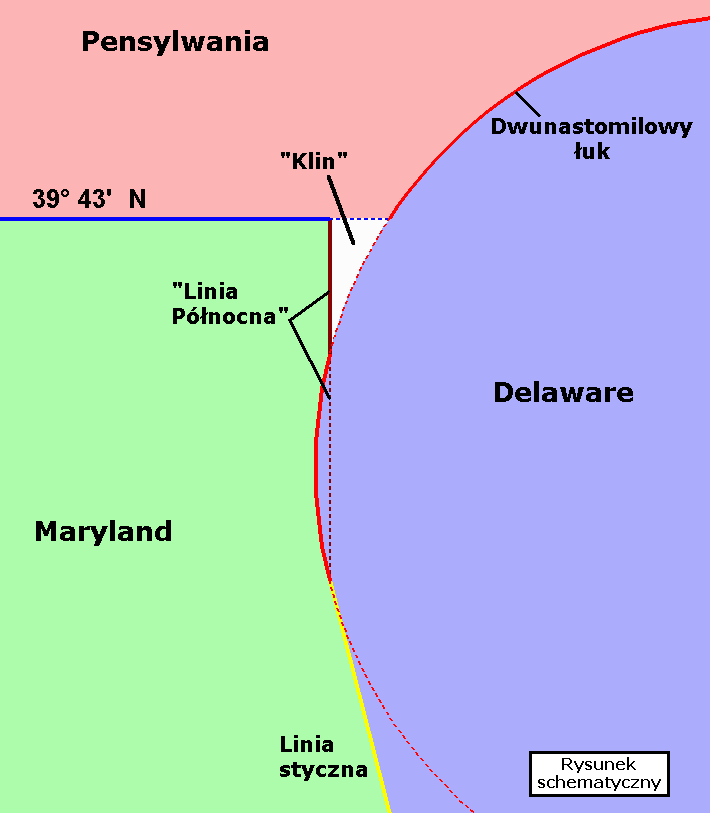

Królewskie rozstrzygnięcie sporu ustalało granice następująco:
- Granica pomiędzy Pensylwanią a Marylandem:
  - Równoleżnik położony 15 mil na południe od południowego krańca Filadelfii, tj. około 39°43′ szerokości geograficznej północnej
- Granica pomiędzy Delaware a Marylandem:
  - Wzdłuż istniejącej Linii Transpółwyspowej od Oceanu Atlantyckiego do punktu, dzielącego ją na pół.
  - Łuk wyznaczony przez dwunastomilowy promień ze środkiem w mieście New Castle.
  - Linia styczna do owego łuku, poprowadzona przez punkt dzielący Linię Transpółwyspową na pół.
  - „Linia Północna” poprowadzona od punktu styczności na północ, wzdłuż południka, aż do granicy Marylandu z Pensylwanią.
  - „Linia Północna” nie mogła jednak pozbawić Delaware jakiegokolwiek terytorium. Łuk wyznaczony przez dwunastomilowy promień był granicą niepodważalną.

W 1761 kolonialni geodeci podjęli próbę wyznaczenia linii stycznej do okręgu przechodzącej przez środek Linii Transpółwyspowej. Wobec braku odpowiednich umiejętności i przyrządów pomiarowych wyniki okazały się być dyskusyjne. Podczas pierwszej próby wyznaczona linia przecięła łuk i minęła zakładany punkt styczności w odległości pół mili na wschód. Druga próba również była nieudana. Linia minęła łuk w odległości 350 jardów na zachód.
W tej sytuacji rodziny Pennów i Calvertów zwróciły się z prośbą o pomoc do królewskiego astronoma Jamesa Bradleya z obserwatorium w Greenwich. Za jego rekomendacją powołały one Charlesa Masona i Jeremiaha Dixona, aby utworzyli komisję demarkacyjną i wytyczyli granicę.

### Prace Masona i Dixona
Mason i Dixon przybyli do Filadelfii 15 listopada 1763. Wyposażeni byli w najnowocześniejsze przyrządy pomiarowe. Ustalili, że południowym krańcem miasta jest ściana domu położonego po południowej stronie ówczesnej Cedar Street. W oparciu o pomiary astronomiczne Mason i Dixon stwierdzili, że znajduje się on dokładnie na szerokości geograficznej 39°56′29,1″.

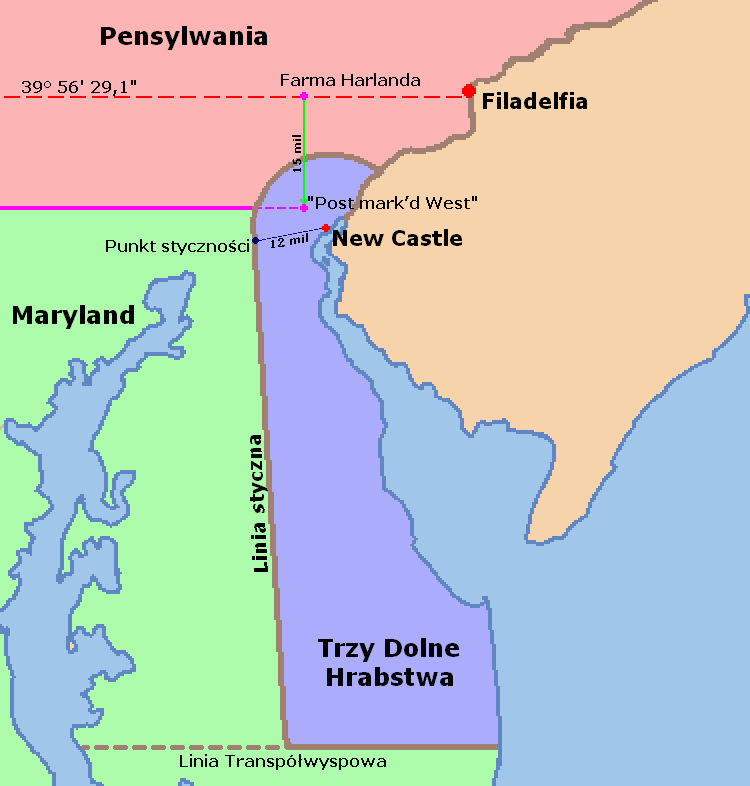
Przebieg prac Masona i Dixona

Wzdłuż tego równoleżnika przeszli oni 31 mil na zachód. Tam, na farmie Johna Harlanda ustanowili prowizoryczne obserwatorium i założyli punkt pomiarowy w postaci dużego kamienia, dokładnie na szerokości geograficznej 39°56′18,9″. Na farmie Harlanda spędzili całą zimę.
Wiosną 1764 astronomowie wyruszyli na południe wzdłuż południka i dotarli do równoleżnika 39°43′26,4″, który zgodnie z ich obliczeniami znajdował się dokładnie 15 mil na południe od południowego krańca Filadelfii. Tam też, na farmie Alexandra Bryana ustawili punkt pomiarowy oznaczony „Post mark’d West”. Od tego miejsca mieli później poprowadzić linię do terytorium zajmowanego wówczas przez kolonię Wirginia. Najpierw jednak przystąpili do wyznaczania granic Delaware. Udali się więc na półwysep Delmarva. Potwierdzili przebieg Linii Transpółwyspowej i wyznaczyli jej środek. Następnie, ustalili punkt styczności linii granicznej z dwunastomilowym łukiem. Potem dokonali demarkacji granicy, łącząc oba punkty linią prostą. Posługiwali się przy tym prostymi urządzeniami, takimi jak łańcuchy geodezyjne. Wynajęci drwale usuwali drzewa na trasie przemarszu. Po przebyciu 82 mil astronomowie osiągnęli punkt styczności w sierpniu 1764. Dla pewności wymierzyli odcinek 12 mil od budynku sądu w New Castle do wyznaczonej przez siebie linii stycznej i na ich przecięciu ustawili punkt pomiarowy. Stwierdziwszy, że obliczenia nie są idealnie precyzyjne postanowili wyruszyć wzdłuż linii stycznej w odwrotnym kierunku poprawiając ustawione po drodze punkty pomiarowe. Gdy dotarli do Linii Transpółwyspowej stwierdzili, że ich nowa linia przecina ją w punkcie odległym o około 65 centymetrów od punktu dzielącego tę linię na pół. Wyruszyli więc ponownie na północ, po raz trzeci pokonując trasę linii stycznej, wprowadzając ostateczne poprawki. Prace nad nią zakończyli ostatecznie w listopadzie 1764. Zimę i wczesną wiosnę 1765 astronomowie spędzili wypoczywając.

W kwietniu 1765 Mason i Dixon przystąpili do demarkacji granicy pomiędzy Marylandem i Pensylwanią. Mieli ją poprowadzić przez pięć stopni długości geograficznej na zachód od rzeki Delaware. Punktem początkowym pracy był wyznaczony rok wcześniej „Post mark’d West”. Poprowadzona od niego na zachód linia biegnąca wzdłuż równoleżnika miała stanowić od punktu przecięcia z dwunastomilowym łukiem południową granicę Pensylwanii. Mason i Dixon odmierzali ją za pomocą dwunastomilowych prostych odcinków, które jeden po drugim, z pomocą obliczeń astronomicznych zakrzywiano, tak aby dostosować je do krzywizny równoleżnika. Ponownie wynajęto drwali, aby oczyszczali drogę przemarszu. W maju, po dotarciu do miejscowości Susquehanna przerwano prace. Astronomowie wrócili do Newark, a następnie przystąpili do wyznaczenia „Linii Północnej” od punktu styczności do nowo wyznaczonej linii wschód-zachód. Pomiędzy „Linią Północną” a Dwunastomilowym łukiem pozostał niewielki obszar, zwany „Klinem”, którego przynależność pozostała sporna aż do 1921. 
W czerwcu Mason i Dixon zdali komisji dwustronnej raport z dotychczasowego przebiegu prac, po czym powrócili do Susquehanny i ponownie przystąpili do pracy nad demarkacją granicy Marylandu i Pensylwanii. Minęli najbardziej na północ wysunięte zakole Potomacu w odległości zaledwie dwóch mil. Gdyby ich linia przecięła rzekę, część Marylandu zostałaby odcięta od reszty. Po dotarciu do Góry Północnej w październiku astronomowie wyruszyli w drogę powrotną, sprawdzając i poprawiając położenie reperów. W listopadzie ponownie przybyli na punkt środkowy Linii Transpółwyspowej, gdzie ustawili pierwszy ze słupów granicznych, jakie miały stanąć wzdłuż granicy.
Styczeń 1766 astronomowie spędzili ponownie na farmie Harlanda. Potem na krótko rozdzielili się. Mason przez dwa miesiące podróżował, zwiedzając miasta kolonialne. Do prac ponownie przystąpiono w marcu. Od Góry Północnej poprowadzono linię do Sideling Hill. Tereny za tą górą nie były wcześniej penetrowane i porastała je gęsta puszcza. Wozy transportujące kamienie graniczne nie mogły tam dotrzeć, toteż od tego miejsca granicę oznaczano symbolami na drzewach. Po osiągnięciu 165 mili od Delaware prace ponownie przerwano. Przez drugą połowę 1766 roku Mason i Dixon prowadzili rozmaite obserwacje astronomiczne i stawiali kamienie graniczne wzdłuż nowo wyznaczonej granicy.
Wznowienie prac opóźniło się ze względu na sprzeciw Irokezów. Po wypłaceniu im przez koronę kwoty 500 funtów Irokezi ustąpili i prace ruszyły dalej w czerwcu 1767. Inne plemiona indiańskie z coraz większą wrogością odnosiły się do ekipy geodezyjnej. 9 października 1767 Mason i Dixon dotarli nad Dunkard Creek, 392 kilometry na zachód od Delaware. Tu zostali zmuszeni przez towarzyszących im Indian do ostatecznego przerwania pracy.
Wytyczanie linii dokończyli amerykański astronom David Rittenhouse i geodeta Andrew Ellicott w 1784. Ponowną demarkację granicy między Marylandem i Pensylwanią przeprowadzono później dwukrotnie: w 1849 i 1900.

## Geografia

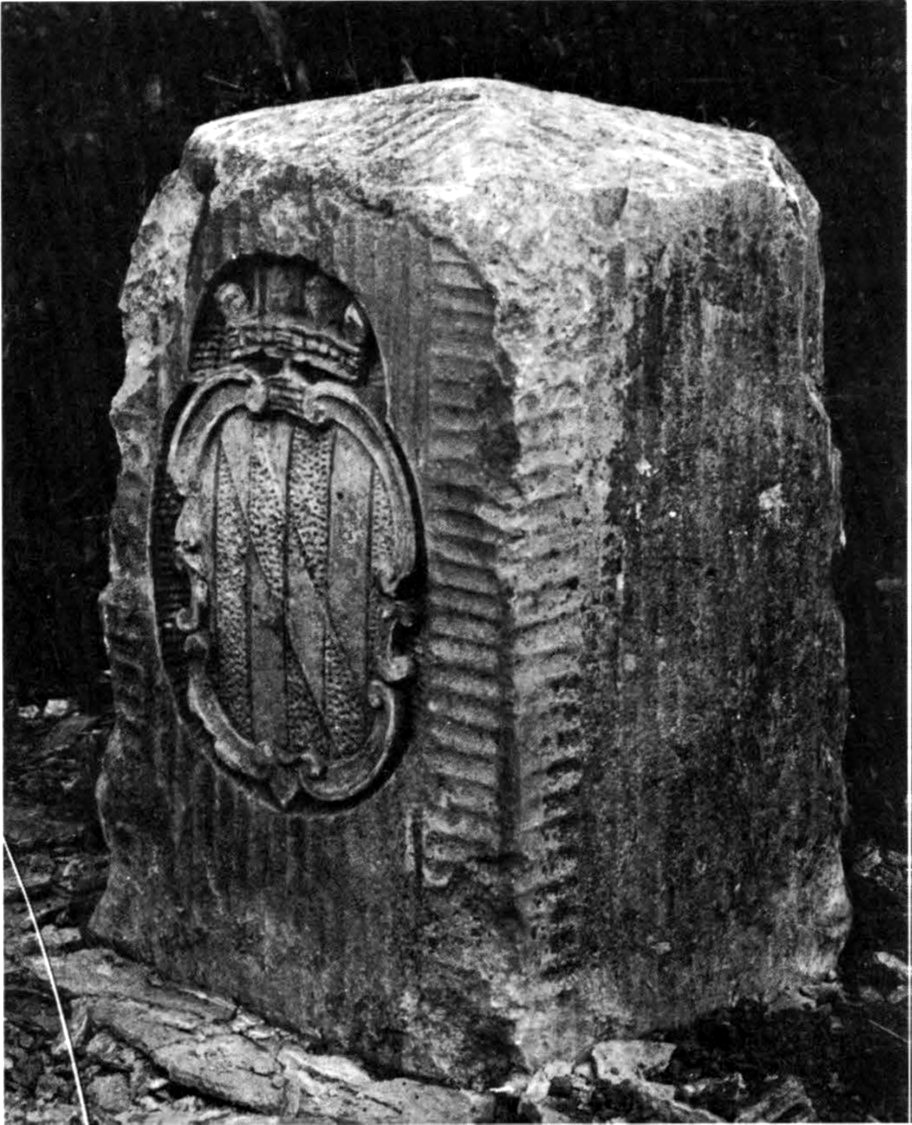
Słup graniczny na linii Masona-Dixona

Granica między Marylandem a Pensylwanią to linia wschód-zachód w przybliżeniu przebiegająca wzdłuż równoleżnika 39°43′20″. Nie jest to jednak linia prosta. W istocie linia Masona-Dixona jest wielokrotnie łamana i złożona z licznych prostych odcinków. Przebiega w przedziale pomiędzy szerokością geograficzną 39°43′15″ a szerokością 39°43′23″. Jako granica równoleżnikowa, dla obserwatora z bieguna północnego jest to linia biegnąca (w przybliżeniu) po łuku.
Mason i Dixon wytyczyli także fragment granicy pomiędzy Pensylwanią a kolonią Wirginia. Granica ta została jednak zatwierdzona dopiero w latach 80. XVIII wieku.
Wzdłuż linii, co pięć mil ustawiono słupy graniczne. Wyryto na nich dwie litery: „M”, po stronie Marylandu i „P” po stronie Pensylwanii i Delaware, a także herby Calvertów i Pennów. Słupy nie zawsze stoją w miejscach, w których powinny były stać według map stworzonych przez dwójkę geodetów, to one jednak według prawa wyznaczają granicę (odchylenia od pierwotnej linii Masona-Dixona są nieznaczne).

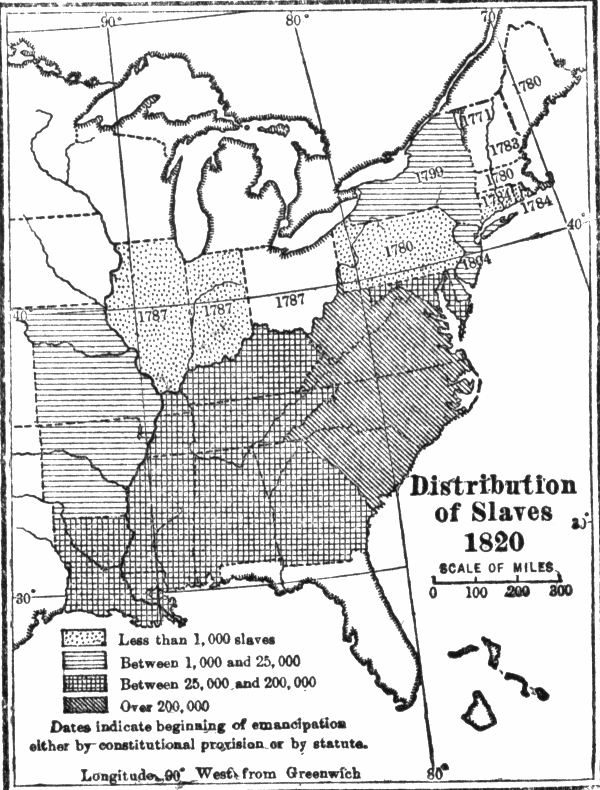
Niewolnictwo w USA w roku 1820

## Znaczenie prawne
Linia Masona-Dixona zaczęła być tak nazywana dopiero około 50 lat po zakończeniu pracy dwójki astronomów. Podczas dyskusji nad problemem niewolnictwa w Kongresie zgodzono się w 1820 w drodze kompromisu, iż linia Masona-Dixona wraz z rzeką Ohio stanowić będzie północną granicę niewolnictwa w Stanach Zjednoczonych (dla terytoriów przyjęto jako granicę równoleżnik 36°30′) (por. Kompromis Missouri). Jednakże Delaware pozostało stanem niewolniczym, choć w 1820 tylko 22% jego czarnych mieszkańców była niewolnikami.
Od czasu kompromisu z 1820 po południowej stronie Linii Masona-Dixona rozwinęli swą działalność porywacze niewolników, którzy wyprawiali się na Północ, aby porywać tamtejszych wolnych Murzynów i przemycać ich na Południe, w celu sprzedaży jako niewolników.
Z drugiej strony, linia Masona-Dixona była symboliczną granicą wolności dla dziesiątek tysięcy Murzynów z Południa, „rzeką Jordan”, za którą znajdowała się „Ziemia Obiecana” – Pensylwania. Sytuacja ta zmieniła się jednak w 1850, gdy weszło w życie nowe prawo dotyczące zbiegłych niewolników (Fugitive Slave Act). Nakazywało ono stróżom prawa na Północy, pod groźbą kary, aresztować wszystkich zbiegów. Karą grożono również wszystkim, którzy pomagaliby zbiegłym niewolnikom.

## Znaczenie kulturowe

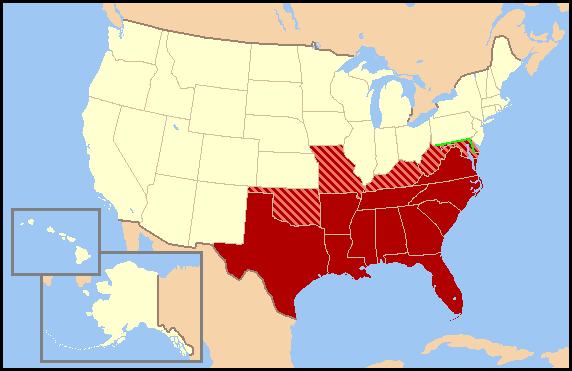
„Południe” w USA. Stany oznaczone kolorem czerwonym zaliczane są do „południowych”. Stany oznaczone paskami nazywane są tak obecnie tylko czasami. Linię Masona-Dixona zaznaczono kolorem zielonym.

Po przegranej przez Konfederatów wojnie secesyjnej i zniesieniu niewolnictwa linia Masona-Dixona utraciła swoje znaczenie prawne. Niemniej jednak pozostała umowną granicą kulturową pomiędzy „Północą” a „Południem”, mimo że Maryland i Wirginia Zachodnia, co najmniej od czasów wojny secesyjnej, w czasie której nie zdecydowały się na secesję, coraz rzadziej były uważane za stany południowe (Wirginia Zachodnia oderwała się podczas tej wojny od niewolniczej Wirginii).
Miejscowości położone przy Linii Masona-Dixona, jak na przykład Rising Sun w Marylandzie, jeszcze w latach 90. XX wieku były wykorzystywane przez Ku Klux Klan do demonstracji politycznych.

## Nawiązania w kulturze
Amerykański pisarz Thomas Pynchon napisał powieść historyczną luźno opartą na motywach wytyczania Linii Masona-Dixona, zatytułowaną Mason & Dixon (wyd. 1997).
Nawiązania do linii pojawiały się wielokrotnie w kinie (np. Southern Fried Rabbit, Pulp Fiction, Rocky Balboa) i muzyce (Johnny Cash – „Hey Porter”, Mark Knopfler i James Taylor – „Sailing to Philadelphia”, Waylon Jennings – „Mason-Dixon Lines”, Rage Against the Machine – „Maria”).